# Auguste Joseph Tribout
Pour les articles homonymes, voir Tribout (homonymie).
Auguste Joseph Tribout, né le 24 novembre 1766 à Eswars (Nord), mort le 25 mars 1834 à Bellancourt (Somme), est un général français de la Révolution et de l’Empire.

## États de service
Il entre en service le 26 juin 1783, comme soldat au régiment de Flandre, il devient caporal le 4 novembre 1787, et il quitte le service le 16 août 1789.
Il reprend du service le 20 août 1789, comme caporal dans la Garde nationale soldée de Paris, et le 15 décembre 1790 il passe capitaine dans la Garde nationale de son canton. Le 12 janvier 1792 il est tambour major au 2e bataillon de volontaires de Seine-inférieure, et il est nommé lieutenant-colonel en second de ce bataillon le 16 septembre 1792.
Il est promu général de brigade le 22 août 1793, et général de division le 30 septembre 1793, commandant de la place de Brest. Le 18 novembre 1793, il est battu par les Vendéens à la bataille de Pontorson. Il est destitué le 28 septembre 1794, et le 9 septembre 1796, il est rétrogradé au grade de chef de bataillon, sans affectation.
Il est rappelé à l’activité le 22 février 1799, comme chef de bataillon à la suite, et le 23 août 1799, il prend le commandement du 1er bataillon auxiliaire de la Somme. Employé à l’armée du Rhin, il est réformé le 23 septembre 1800.
Il est remis en activité le 6 juin 1811, comme commandant du 16e bataillon des prisonniers espagnols, employé aux travaux de Cherbourg, jusqu’au 30 avril 1814. Il est mis en demi-solde le 1er août 1814, et il est admis à la retraite le 31 janvier 1815.
Il meurt le 25 mars 1834 à Bellancourt (Somme).

## Sources
- (en) « Generals Who Served in the French Army during the Period 1789 - 1814: Eberle to Exelmans »
- Ernest Prarond, Notices historiques, topographiques et archéologiques sur l’arrondissement d’Abbville, imprimerie T.Jeunet, Abbeville, 1854, p. 33.
- Étienne Charavay, Correspondance générale de Carnot, tome 4, imprimerie Nationale, 1907, p. 161.
- Charles Théodore Beauvais et Vincent Parisot, Victoires, conquêtes, revers et guerres civiles des Français, depuis les Gaulois jusqu’en 1792, tome 26, C.L.F Panckoucke, janvier 1822, 414 p. (lire en ligne), p. 217.